# Šaty z šátků
„Šaty z šátků“ je píseň Leška Semelky, se kterou v roce 1979 vyhrál Bratislavskou lyru. Autorem hudby je sám Lešek Semelka, text složil Pavel Vrba. Píseň byla v roce 1979 též vydána jako singl tria Semelka – Hladík – Čech ve vydavatelství Panton.

## Bratislavská lyra
Původně byla písnička určena pro Karla Gotta. Moc se mu líbila, ale asi po měsíčním zkoušení prohlásil, že by písničku zpíval příliš romanticky, že nemá takový chraplavý hlas. Nabídl Leškovi Semelkovi, aby ji natočil sám. Pavel Vrba se proto rozhodl, že zkusí s písničkou vystoupit na Bratislavské lyře. Společně se Semelkou vystoupil na lyře kytarista Radim Hladík, bubeník Vlado Čech a Taneční orchestr Československého rozhlasu.
Vítězství skladby „Šaty z šátků“ byla taková malá vzpoura. Největším favoritem na vítězství totiž byla skladba Mariky Gombitové „Vyznanie“. Předsedou poroty byl Miroslav Kratochvíl – tehdejší ředitel rozhlasové stanice Hvězda. Ten označil „Šaty z šátků“ za pornografickou píseň, která nemá takové prestižní soutěži co pohledávat. Takové prohlášení ale povzbudilo ostatní porotce k hlasování právě pro tuto písničku. Po skončení hlasování Kratochvíl prohlásil, že takovou oplzlou písničku na „jeho“ stanici v žádném případě hrát nebudou. A svůj slib skutečně splnil.